# Relaciones Eslovenia-Estados Unidos
Las relaciones Eslovenia-Estados Unidos son las relaciones diplomáticas entre Eslovenia y Estados Unidos. Los Estados Unidos han mantenido una presencia oficial en Eslovenia desde principios de la década de 1970, cuando la Agencia de Información de los Estados Unidos (USIS) abrió una biblioteca y un centro de prensa y cultura estadounidense en Liubliana. Desde su apertura hasta 1992, el American Center trabajó para desarrollar relaciones de base más estrechas entre los Estados Unidos y el pueblo de la entonces República Socialista de Eslovenia, una república constituyente de la República Federativa Socialista de Yugoslavia. El 23 de diciembre de 1990, el pueblo esloveno votó en un  plebiscito para separarse de Yugoslavia. El 25 de junio de 1991, la nueva República de Eslovenia declaró oficialmente su independencia de la República Federal de Yugoslavia. Comenzó una guerra de 10 días, durante la cual las tropas territoriales eslovenas combatieron las incursiones del Ejército Popular Yugoslavo. Los Estados Unidos reconocieron formalmente la nueva república el 7 de abril de 1992. Para desarrollar relaciones diplomáticas de los Estados Unidos con el nuevo estado, Estados Unidos abrió una nueva Embajada en Liubliana en agosto de 1992. Desde Yousif Ghafari entre enero de 2009 hasta noviembre de 2010, el puesto de Embajador de Estados Unidos estaba vacante. Desde noviembre de 2010 a 2015 fue cubierto por Joseph A. Mussomeli.
De acuerdo con el Informe de liderazgo global de Estados Unidos de 2012, el 26 % de eslovenos aprueba el liderazgo de EE. UU., con un 52 % de desaprobación y un 22 % de incertidumbre.
En noviembre de 2016, los estadounidenses eligieron a Donald Trump como Presidente de su país, haciendo a su esposa nacida en Eslovenia, Melania, la primera dama de los Estados Unidos.

## Diplomacia y política

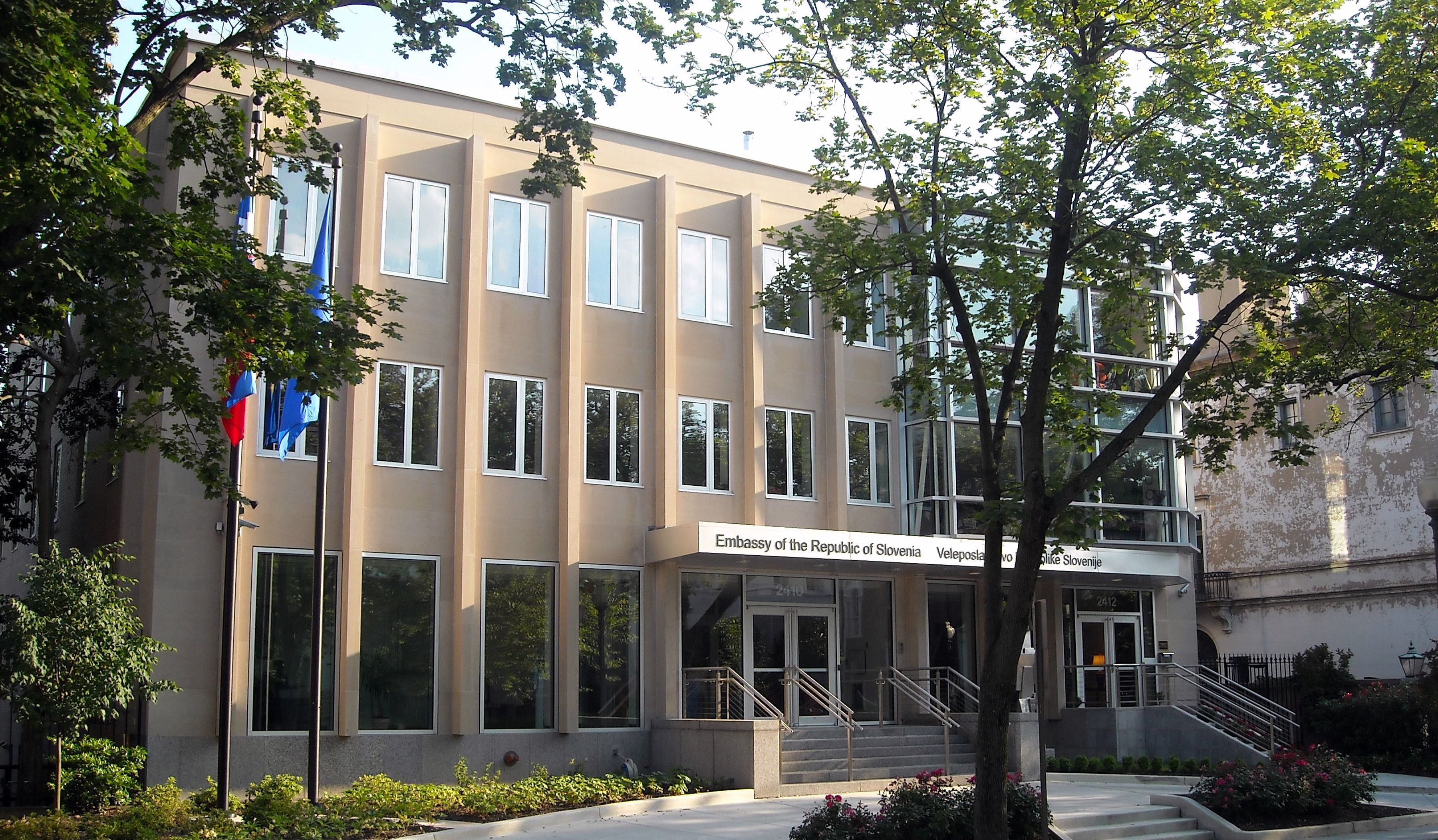
Embajada de Eslovenia en Washington D. C.

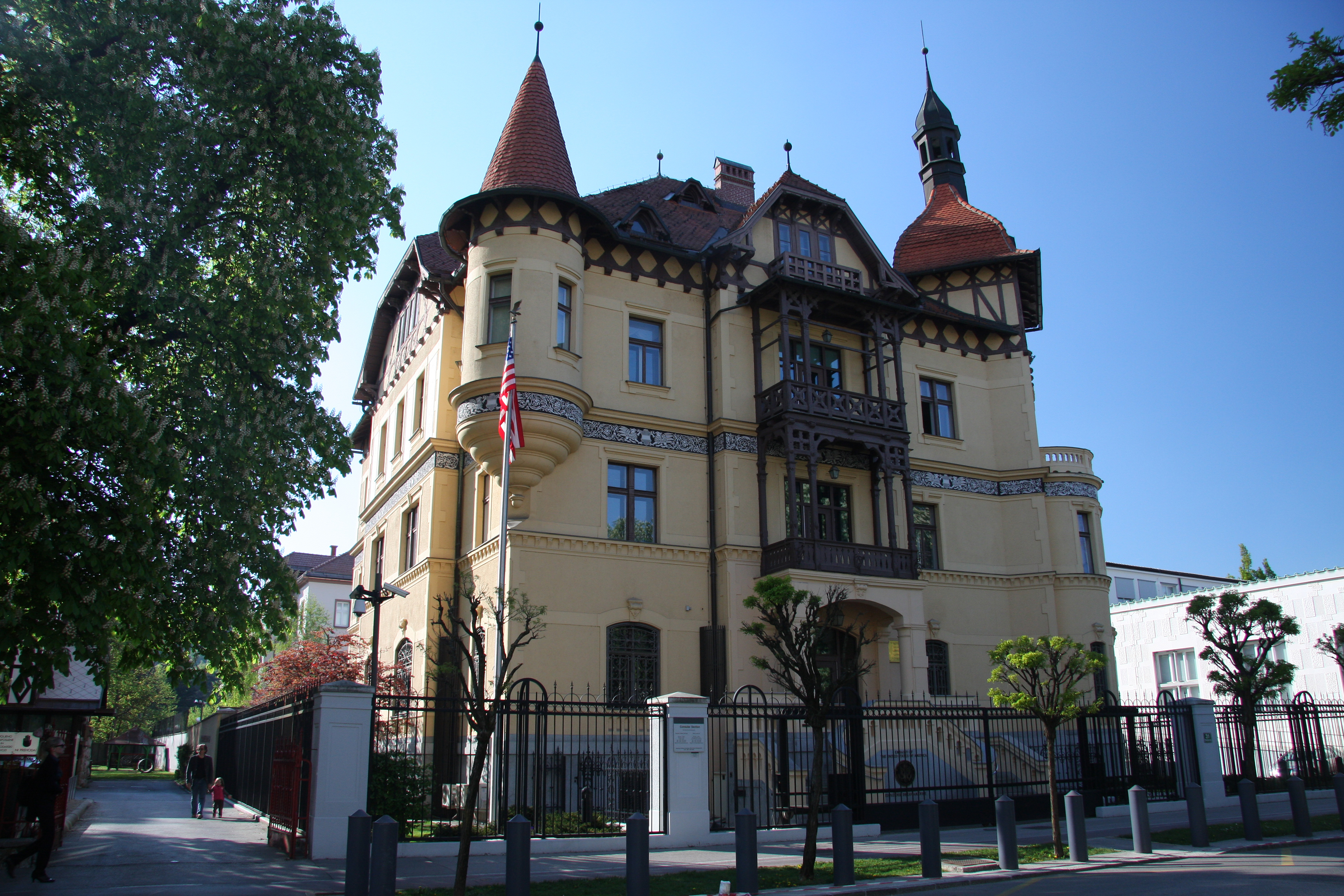
Embajada de los Estados Unidos en Ljubljana.

Los jefes de Estado eslovenos y estadounidenses han intercambiado varias visitas desde la independencia de Eslovenia, incluida la visita de George W. Bush en junio de 2008 a la Cumbre Unión Europea-Estados Unidos durante la Presidencia de la Unión Europea de Eslovenia. Una reunión en el nivel más alto entre Eslovenia y los Estados Unidos ocurrió en Praga en abril de 2010, cuando el presidente de los Estados Unidos, Barack Obama y el primer ministro esloveno, Borut Pahor, asistieron a una cena formal de los líderes de Europa Central y Europa del Este. Pahor llamó la atención sobre la situación de seguridad en Bosnia y Herzegovina y Afganistán y agradeció a los Estados Unidos por su continuo apoyo para fortalecer la confianza entre los líderes de los Balcanes Occidentales.
El 28 de noviembre de 2010, The New York Times publicó la información adquirida por WikiLeaks que en 2009, los funcionarios de Estados Unidos ofrecieron a Eslovenia una reunión con Barack Obama bajo la condición de que el país acepte uno de los detenidos de la bahía de Guantánamo. En general, según Der Spiegel, 836 cables diplomáticos clasificados y secretos del Departamento de Estado de los Estados Unidos que mencionan a Eslovenia han sido liberados a través de WikiLeaks en la filtración de documentos diplomáticos de los Estados Unidos de noviembre de 2010. La mayoría de ellos datan de 2004 hasta 2010. According to the data published by Tableau Software, there were 947 cables related to Slovenia. El 29 de noviembre de 2010, el Ministerio de Relaciones Exteriores de Eslovenia negó cualquier condicionamiento del Departamento de Estado con la aceptación de los detenidos de Guantánamo y dijo que desconocen el cable que menciona el acuerdo. Los medios de comunicación eslovenos informaron que el Gobierno de Eslovenia había estado discutiendo la aceptación de un detenido de Guantánamo y que estaba preparando la legislación necesaria para permitirle aceptar a los detenidos de Guantánamo. El embajador Mussomeli declaró que no había negociación entre los estados.
El 7 de febrero de 2011, el Primer Ministro esloveno Pahor comenzó su visita a Estados Unidos. En la visita de tres días se reunió con varios Demócratas, entre ellos Tom Harkin y Joe Biden y se reunió por un corto tiempo con el presidente Barack Obama en el Casa Blanca. También se reunió con varios hombres de negocios y tuvo una charla sobre la Universidad Johns Hopkins sobre las relaciones entre los Estados Unidos y la Unión Europea. Las conversaciones con los políticos estadounidenses consideraron el desarrollo económico en los Estados Unidos y en Eslovenia. Las relaciones bilaterales fueron evaluadas como muy constructivas. Pahor estuvo acompañado por el ministro de Relaciones Exteriores de Eslovenia Samuel Žbogar que el 11 de febrero asistió a la discusión en el Consejo de Seguridad de las Naciones Unidas sobre la salvaguardia de la paz y la seguridad internacionales y se reunió con el Secretario General de las Naciones Unidas Ban Ki-moon.

## Relaciones económicas
Estados Unidos es el mayor socio comercial no europeo de Eslovenia. Estados Unidos importó $699,7 millones en productos de Eslovenia, y exportaron $305,5 millones en 2014. Bajo la Ley de Apoyo a la Democracia de Europa Oriental (SEED), los Estados Unidos proporcionaron asistencia técnica en la empresa Competitividad, reforma bancaria y de pensiones, política de competencia y reestructuración de deuda. Como reflejo del progreso realizado por Eslovenia en estas áreas, Eslovenia fue uno de los primeros países en transición en «graduarse» del programa SEED. Eslovenia es miembro de la Unión Europea y las relaciones comerciales están sujetas a las leyes de Eslovenia, la Unión Europea y los Estados Unidos.

## Relaciones militares
Eslovenia contribuyó con asistencia a Estados Unidos y la OTAN facilitando el despliegue de la Fuerza de Implementación y posteriormente contribuyó con helicópteros, personal médico, policía militar y una compañía de infantería a la Fuerza de Estabilización (SFOR) y continúa siendo activo en la Fuerza de la Unión Europea. Los Estados Unidos apoyaron la adhesión de Eslovenia a la OTAN en marzo de 2004 y continúan trabajando con los militares eslovenos para promover una mayor cooperación e interoperabilidad con las fuerzas de la OTAN. El Comando Europeo de los Estados Unidos proporciona un equipo de enlace que trabaja a tiempo completo con el Ministerio de Defensa para desarrollar una mayor familiaridad con las estructuras y procedimientos de la OTAN. En junio de 2008, Eslovenia tenía 34 tropas desplegadas en Bosnia y Herzegovina (ALTHEA, EUFOR, Joint Enterprise, OTAN), 363 tropas en la OTAN en la Fuerza de Kosovo (KFOR), 65 personal esloveno con la Fuerza Internacional de Asistencia para la Seguridad (ISAF) en Afganistán, 2 instructores de la Misión de Capacitación de la OTAN en Irak, 14 tropas en el Líbano (UNIFIL), 3 en Siria (UNTSO), 15 en la Misión de la UE en Chad, y 1 en Estados Unidos (CENTCOM, OTAN). Con un fuerte apoyo de los Estados Unidos, Eslovenia ha desarrollado el Fondo Fiduciario Internacional como el instrumento de desminado de elección en los Balcanes y está expandiendo sus operaciones para incluir al Cáucaso.
Eslovenia también participa en varios de los programas de la Oficina de Cooperación para la Defensa de los Estados Unidos. El Programa de Asociación Estatal permite el acceso a expertos dentro del estado de Colorado en toda la gama de actividades de militar a militar, de militar a civil y de civil a civil entre Eslovenia y los Estados Unidos. El programa de educación y entrenamiento militar internacional brinda educación y entrenamiento militar de manera profesional y no política, exponiendo a estudiantes extranjeros a organizaciones militares profesionales de los Estados Unidos. La capacitación a través del programa IMET ha estado disponible para los empleados del Ministerio de Defensa de Eslovenia y miembros de las Fuerzas Armadas de Eslovenia desde 1993. Hasta la fecha, varios cientos de estudiantes han sido capacitados en los Estados Unidos y en varios seminarios organizados en Eslovenia. Eslovenia también ha sido un participante activo en las Academias de Servicio de los Estados Unidos, Un programa de cuatro años para oficiales militares, con 5 graduados militares, 2 Fuerza aérea y 1 Academia Naval en la Armada Eslovena. Efectivo.

## Viajes y educación
En octubre de 1997, Eslovenia se unió al grupo de países cuyos ciudadanos disfrutan de viajar sin visa a los Estados Unidos y los viajeros estadounidenses reciben beneficios mutuos en Eslovenia. Cada año, aproximadamente 17 000 eslovenos viajan a Estados Unidos, y aproximadamente 20 000 estadounidenses visitan Eslovenia.
Cada año, el Programa Fulbright, financiado por el gobierno de Estados Unidos, envía 6-8 académicos y estudiantes a Eslovenia desde los Estados Unidos, y recibe a 6-8 académicos y estudiantes de Eslovenia en Estados Unidos.

## Relaciones culturales
El libro Benjamin Franklin Poor Richard's Almanack fue la primera traducción de un texto en inglés al esloveno. Fue traducido en 1812 por Janez Nepomuk Primic (1785-1823). En la primera mitad del siglo XIX, los eslovenos llegaron a su primer verdadero encuentro con Estados Unidos y los Estados Unidos por los escritos del misionero Frederick Baraga (1797-1868), activos entre los Ojibwe, indios de Míchigan. En 1853, apenas un año después de su publicación original, el escritor Franc Malavašič en Liubliana y el sacerdote Janez Božič en Graz publicaron de forma independiente dos traducciones independientes de la novela 'Cabina del tío Tom'. Estos comenzaron el diálogo ininterrumpido desde entonces, entre autores estadounidenses y traductores y lectores eslovenos.

## Relaciones futuras
Las relaciones entre Eslovenia y Estados Unidos tienen el potencial de fortalecerse aún más debido al matrimonio del Presidente de los Estados Unidos Donald Trump con la eslovena Melania Trump.